# Bayerische Elite-Akademie
 (avril 2020).
 (mars 2018).
La Bayerische Elite-Akademie (BEA) est une fondation soutenue par plusieurs acteurs de l'économie bavaroise (Siemens, BMW et E.ON). Son siège est situé à Munich.  Elle sélectionne et supporte environ 35 étudiants. 
L'organisation a été fondée en 1998.